# Teatro Nacional Cervantes
Teatro Nacional Cervantes è un teatro situato a Buenos Aires in Argentina.

## Storia
Inaugurato il 5 settembre 1921 su iniziativa degli attori spagnoli María Guerrero e Fernando Díaz de Mendoza con un'opera di Lope de Vega, dal titolo La dama boba (The Foolish Lady). Era composto solo da una sala. Fu progettato da Aranda e Repetto. Nel 1926 venne acquistato dallo Stato e vi si stabilì Comedia Nacional Argentina.
Il 10 agosto del 1961 un incendio distrusse la sala. In seguito fu ricostruito e nel 1968 venne riaperto. Nel 1995 è stato proclamato Monumento nazionale.